# Ipomoea spruceana
Ipomoea spruceana är en vindeväxtart som beskrevs av George Bentham och Carl Daniel Friedrich Meisner. Ipomoea spruceana ingår i släktet praktvindor, och familjen vindeväxter. Inga underarter finns listade i Catalogue of Life.